# Municipio de Franklin (condado de Houghton)
El municipio de Franklin (en inglés: Franklin Township) es un municipio ubicado en el condado de Houghton en el estado estadounidense de Míchigan. En el año 2010 tenía una población de 1466 habitantes y una densidad poblacional de 27,48 personas por km².

## Geografía
El municipio de Franklin se encuentra ubicado en las coordenadas 47°9′26″N 88°31′43″O / 47.15722, -88.52861. Según la Oficina del Censo de los Estados Unidos, el municipio tiene una superficie total de 53.35 km², de la cual 51,43 km² corresponden a tierra firme y (3,59 %) 1,92 km² es agua.

## Demografía
Según el censo de 2010, había 1466 personas residiendo en el municipio de Franklin. La densidad de población era de 27,48 hab./km². De los 1466 habitantes, el municipio de Franklin estaba compuesto por el 97,68 % blancos, el 0,14 % eran afroamericanos, el 0,34 % eran amerindios, el 0,27 % eran asiáticos y el 1,57 % eran de una mezcla de razas. Del total de la población el 0,82 % eran hispanos o latinos de cualquier raza.